# Bonaventura Lamberti
Pour les articles homonymes, voir Lamberti.
Bonaventura Lamberti (Carpi, 5 décembre 1652 - Rome, 19 décembre 1721) est un peintre italien baroque de la fin du XVIIe et du début du XVIIIe siècle, qui a été actif à Modène et à Rome.

## Biographie
Après avoir travaillé quelques années à Modène, Bonaventura Lamberti devient le disciple du peintre Carlo Cignani à Rome entre 1676 et 1682.
Il revient ensuite dans sa ville natale et peint de nombreux tableaux pour l'église de Carpi.

## Œuvres
- Cartons pour les mosaïques de Ottaviani de la basilique Saint-Pierre de Rome.
- La Vierge montrant l'Enfant sauveur à saint Jérôme, gravé par Louis Dorigny.
- San Carlo, San Filipo Neri e San Girolamo, San Francesco Saverio battezza i re indiani, Sant'Ignazio (1689), Chiesa di Sant’Ignazio di Lodola, Carpi
- Madonna e santi, conservé au Museo Civico, Carpi
- Décorations internes des palais romains Orsini Gabrielli et Dei Taverna
- Décorations de nombreuses églises romaines : 
  - Martyre de saint Pierre (1689), Santa Maria sopra Minerva,
  - Annunciazione, San Luigi dei Francesi,
  - Miracolo di San Francesco di Paola, Santo Spirito dei Napoletani.
  - Predica di San Francesco di Sales
- Retable de la Chiesa della Madonna del Ponte di Formigine

## Sources
- (en) Cet article est partiellement ou en totalité issu de l’article de Wikipédia en anglais intitulé « Bonaventura Lamberti » (voir la liste des auteurs).